# Centropogon valerii
Centropogon valerii är en klockväxtart som beskrevs av Paul Carpenter Standley. Centropogon valerii ingår i släktet Centropogon och familjen klockväxter. Inga underarter finns listade i Catalogue of Life.